# Reg Harris
Reginald Hargreaves Harris, detto Reg (Birtle Moor, 1º marzo 1920 – Macclesfield, 22 giugno 1992), è stato un pistard britannico.

## Palmarès
- Giochi olimpici

Londra 1948: argento nella velocità, argento nel tandem.
- Mondiali

Copenaghen 1949: oro nella velocità.
Rocourt 1950: oro nella velocità.
Milano 1951: oro nella velocità.
Zurigo 1953: bronzo nella velocità.
Colonia 1954: oro nella velocità.
Copenaghen 1956: argento nella velocità.